# Малколм (Алабама)
Малколм (англ. Malcolm) — переписна місцевість (CDP) в США, в окрузі Вашингтон штату Алабама. Населення — 136 осіб (2020).

## Географія
Малколм розташований за координатами 31°11′55″ пн. ш. 88°0′4″ зх. д. / 31.19861° пн. ш. 88.00111° зх. д. (31.198697, -88.001065).  За даними Бюро перепису населення США в 2010 році переписна місцевість мала площу 6,18 км², з яких 6,11 км² — суходіл та 0,07 км² — водойми.

## Демографія
Згідно з переписом 2010 року, у переписній місцевості мешкало 187 осіб у 71 домогосподарстві у складі 48 родин. Густота населення становила 30 осіб/км².  Було 77 помешкань (12/км²).
Расовий склад населення:
| - 57,2 % — чорних або афроамериканців - 40,1 % — білих - 0,5 % — корінних американців - 0,5 % — азіатів |

До двох чи більше рас належало 1,6 %. Частка іспаномовних становила 0,0 % від усіх жителів.
За віковим діапазоном населення розподілялося таким чином: 28,3 % — особи молодші 18 років, 56,7 % — особи у віці 18—64 років, 15,0 % — особи у віці 65 років та старші. Медіана віку мешканця становила 40,9 року. На 100 осіб жіночої статі у переписній місцевості припадало 76,4 чоловіків;  на 100 жінок у віці від 18 років та старших — 76,3 чоловіків також старших 18 років.
За межею бідності перебувало 63,7 % осіб, у тому числі 100,0 % дітей у віці до 18 років та 0,0 % осіб у віці 65 років та старших.
Цивільне працевлаштоване населення становило 0 осіб. 